# Боржес, Нето
Вивалдо Боржес дос Сантос Нето (порт.-браз. Vivaldo Borges dos Santos Neto; 13 сентября 1996, Саубара) — бразильский футболист, защитник клуба «Мидлсбро».

## Биография
Родился 13 сентября 1996 г. в городе Саубара. Воспитанник юношеских команд футбольных клубов «Витория» (Салвадор) и «Рио-Бранко» (Витория).
Во взрослом футболе дебютировал в 2017 году выступлениями за «Бока Жуниор», затем защищал цвета команд «Итабаяна» и «Тубаран», а уже в 2018 году перебрался в Европу, став игроком шведского «Хаммарбю».
Через год, в 2019, перебрался в бельгийский «Генк». Сразу стать основным игроком команды из Генка не сумел и вернулся на родину, где в течение 2020-2021 годов на условиях аренды играл за «Васко да Гама».